# Población Brilla El Sol
La población Brilla El Sol es un barrio que se encuentra en la comuna chilena de Talca, Región del Maule. Surgió en 1965 como un asentamiento para afectados por temporales de lluvias durante la primera mitad de la década de 1960. 
Debe su nombre a la primera estrofa de la canción «Sol de Septiembre», utilizada como canción de campaña por Eduardo Frei Montalva.

## Historia
La población surgió dirigido principalmente a los afectados por los temporales acaecidos durante la década de 1960. Especialmente para quienes bordeban el estero Piduco, el cual comúnmente se desbordaba y destruía los hogares de los pobladores.
Estos primeros pobladores fueron ubicados por el municipio entre el estero Piduco y la actual avenida Costanera, en carpas brindadas por el ejército de Chile, de manera que constituyeron un campamento en precarias condiciones. En esta situación, los pobladores vivieron aproximadamente un año.
Posteriormente se conformaría la población, brindada a través del apoyo estatal y organizada por un comité de los mismos vecinos, asignadas principalmente a quienes se encontraban viviendo en el campamento, aunque también se sumaron familias provenientes de otros sectores en condiciones similares. Según el proyecto original, la población estaba diseñada para 410 viviendas.
Las primeras viviendas sociales comenzaron a entregarse entre 1964 y 1965, correspondiendo principalmente a construcciones de material ligero, sin electricidad ni alcantarillado. Se encontraban en la zona limítrofe de Talca por este sector, hacia el borde sur del estero Piduco, por lo que contaba con uan dificultosa conectividad con el centro de Talca. En 1965 la población fue formalmente inaugurada por el presidente Eduardo Frei Montalva, quien fue bien recibido pues el sector estaba influenciado de forma importante por la Democracia Cristiana, partido del presidente.
Con el paso del tiempo las condiciones del lugar fueron mejorando, instalándose electricidad y agua potable hacia la década de 1970. Posteriormente se construyeron puentes para atravesar el Piduco que mejoraron considerablemente la conectividad con el resto de la ciudad. En 1967 se funda la primera escuela en el sector.
Durante la dictadura militar de Augusto Pinochet, la población, junto con otras, fue allanada por las fuerzas militares y de orden público, debido a que era uno de los sectores más pobres de la ciudad y podía ser un posible foco subversivo.
En 2006 se inaugura el primer Centro de Salud del sector, CECOSF Brilla El Sol.
En 2014, el barrio fue beneficiado con su incorporación al programa «Quiero Mi Barrio», instancia que permite realizar una intervención multiprogramática dentro del sector. Esto contribuyó a mejorar considerablemente las condiciones del sector. Bajo el programa, en 2017, se realizó el museo al aire libre «Barrio en Colores», donde pintaron murales de distintas temáticas en distintos puntos de la población. Dicha intervención fue merecedora de un reconocimiento de parte de la ONG Hábitat para la Humanidad.